# Паракинематограф
Паракинематограф — это академический термин, обозначающий широкий спектр жанров кино, выходящих за рамки мейнстрима, а также особый способ просмотра и отношения к таким фильмам.

## Теоретические основы паракинематографа
В статье 1995 года «„Трэшуя“ академию: вкус, эксцесс и возникновение политики кинематографического стиля» историк культуры Джеффри Сконс вводит понятие «паракинематограф» в академическую среду. Он пишет, что паракинематограф является не столько набором фильмов определенных жанров, сколько способом их восприятия и анализа. Таким образом паракинематограф сосредоточен на пересмотре и переоценке так называемого «трэша», не соответствующего канонам «легитимного» кинематографа.
Таким образом, паракино – это не столько отдельная группа фильмов, сколько особый протокол прочтения, контрэстетика, превращенная в субкультурную чувствительность, посвященную всевозможным культурным отбросам. Короче говоря, явный манифест паракинематографической культуры заключается в том, чтобы ценить все формы кинематографического «трэша», независимо от того, были ли такие фильмы явно отвергнуты или просто проигнорированы легитимной кинокультурой.
Сконс сравнивает паракинематографическую чувствительность с кэмпом, концепцию которого описала Сьюзан Сонтаг в эссе «Заметки о кэмпе». Однако он подчёркивает их различия. Если кэмп связан с квир-сообществом и их стратегиями ироничного восприятия и перепрочтения фильмов, входящих в мейнстрим, то паракинематограф противопоставляет себя «качественному» кино и стремится к статусу «противокино».
Сконс также анализирует аудиторию паракинематографа. Несмотря на её желание противопоставить себя «киноэлите», обе группы разделяют общие концепции и язык анализа фильмов. Это проявляется в использовании терминов и категорий, схожих с теми, что приняты в традиционной кинокультуре.

## Парапаракинематограф
Мэтт Хиллс в статье «По ту сторону паракинематографа: „Пятница, 13‑е“ как Иное трэша и легитимной кинокультуры» обращает внимание на то, что паракинематограф и «трэш», несмотря на провозглашаемую открытость, существуют за счет исключений некоторых фильмов, которые не подходят под определенные критерии. Он отмечает, что существует ряд фильмов, которые были исключены из «легитимной» кинокультуры, но не были включены в «трэш-кино». Он называет такое кино «парапаракинематографом».
Анализируя франшизу «Пятница, 13-е», он выделяет несколько критериев, которые препятствуют её включению в паракинематограф:
- Коммерческий успех: первый фильм франшизы был успешен в прокате, что противоречит представлению о трэше как о маргинальном явлении.
- Относительная свежесть: фильмы были созданы в период, который аудитория паракинематографа воспринимает как «слишком новый» для переосмысления.
- Квалифицированная режиссура: несмотря на жанровые клише, режиссёрская работа над «Пятницей, 13-е» соответствует стандартам профессионального кино, что также мешает восприятию её как трэша.

Хиллс также отмечает, что «культура трэша предполагает политику вкуса, которая основана на исключении и работает на вытеснение и маргинализацию сконструированных ею «иных», причем эти иные оказываются и вне числа официально одобренных фильмов, и за пределами явного мэйнстрима». Таким образом, парапаракинематограф становится пространством для фильмов, которые не вписываются ни в одну из этих систем.

## Авангард и экспериментальное кино
Термин «паракинематограф» также используется в контексте авангардного или экспериментального киноискусства для обозначения работ, идентифицируемых их создателями как фильмы, но лишенных одного или нескольких материальных/механических элементов кинематографа.
Такие работы начали появляться в 1960-х годах в связи с отказом концептуального искусства от стандартных художественных средств, таких как живопись, и принятием гораздо более эфемерных, преходящих материалов и форм (включая сами концепции, не зависящие от реализации в какой-либо конкретной материальной форме). Исследуя фундаментальную природу и назначение своего медиума, экспериментальные кинематографисты 1960-х и 1970-х годов начали сомневаться в необходимости кинотехнологий для создания кино и стали создавать работы без пленки, которые, тем не менее, считались частью традиции авангардного кино.
К такому паракинематографу относятся:
- работы Кена Джейкобса «Нервная система» и его теневые спектакли, созданные без использования пленки, камеры или проектора, а только с помощью теней и мерцающего света, направленного на экран
- фильмы «сплошного света» Энтони Маккола «Линия, описывающая конус» (1973) и «Длинный фильм для рассеянного света» (1975), и другие его работы. Так, «Длинный фильм для рассеянного света» является инсталляцией, состоящей из пустой студии, освещенной в течение 24 часов солнечным светом днем и электрическим светом ночью
- цикл «Желтые фильмы» (1972-1975) Тони Конрада, прямоугольные листы бумаги, покрытые желтой краской и постепенно желтевшие от воздействия времени.

Таким образом кинематографисты исследовали фундаментальные свойства и эффекты кино за пределами физических границ кинематографа. Во многих случаях такие паракинематографические работы возникли из-за того, что некоторые кинематографисты ощущали, что кинематографический медиум накладывает жесткие ограничения (материальные и экономические) на поиски новых видов кинематографического опыта, отдельных от кинематографической среды.